# Fischereihafen

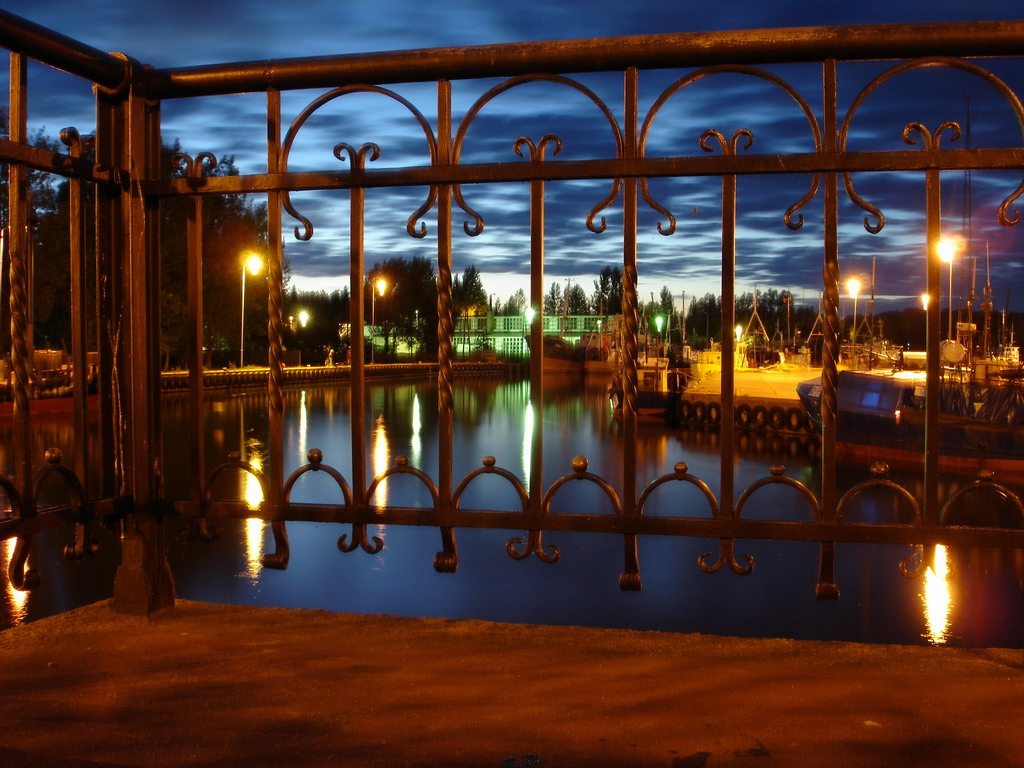
Fischereihafen in Łeba

Ein Fischereihafen ist ein Hafen, der Fischerbooten oder Fangschiffen als Basis und Anlandeplatz der gefangenen und zum Teil bereits verarbeiteten Fische dient.
Insofern stellen Fischereihäfen neben den Booten und Schiffen die zentrale Infrastruktur der Fischerei dar. Fischereihäfen gibt es, solange es Küstenfischerei mit Booten gibt. Man findet sie nahezu an allen zumindest zeitweise eisfreien Küsten. Die Küstenfischerei erfordert geringe Entfernungen zwischen dem Hafen und den Fanggebieten. Dadurch bedingt finden sich Fischereihäfen häufig in geringerem Abstand an den Küsten als Seehäfen und auch kleinere Orte verfügen oft über derartige Einrichtungen.
Vielfach wird der Fang gleich am Ort vermarktet. Fischereihäfen für die Hochseefischerei verfügen in der Regel über Kühlhäuser und Verarbeitungsfabriken. Der größte Fischereihafen in Deutschland ist der Fischereihafen in Bremerhaven.

## Bekannte Fischereihäfen

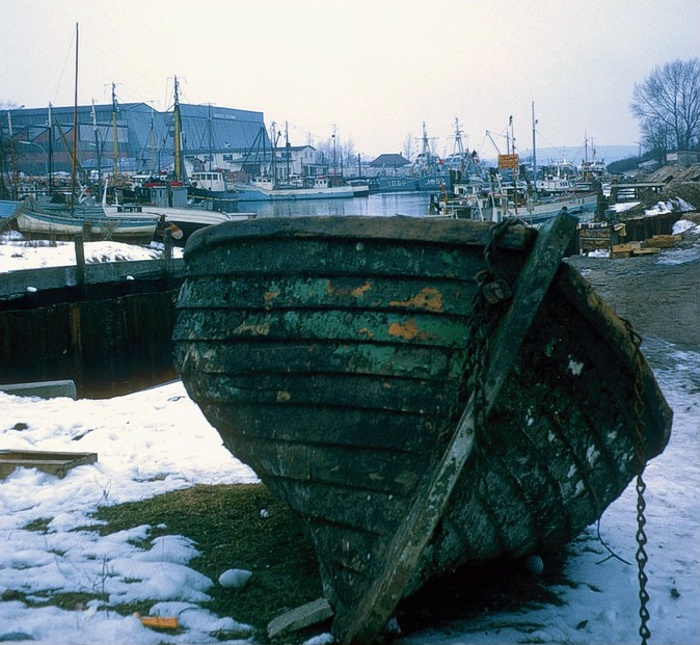
Kleiner Kommunalhafen in Timmendorfer Strand 1970

Einige Beispiele der Fischereihäfen sind:
- Deutschland:
  - Fischereihafen (Bremerhaven)
  - Fischereihafen Cuxhaven
  - Rostocker Fischereihafen
- Hirtshals Havn (Dänemark)
- Frankreich:
  - Boulogne-sur-Mer
  - Concarneau
  - Douarnenez
  - Guilvinec  (Bretagne)
  - Lorient
- Vigo (Spanien)

- Essaouira (Marokko)
- Boston Fish Pier Historic District, USA